# Вільхівка (селище)
Вільхі́вка — селище Жданівської міської громади Горлівського району Донецької області, Україна. Розташоване на річці Вільхівка за 46 км від Донецька. Відстань до Жданівки становить близько 8 км і проходить переважно автошляхом місцевого значення.

## Населення

### Чисельність
| 1970  | 1979    | 1989  | 2001  | 2003  | 2004  | 2005  |
| ----- | ------- | ----- | ----- | ----- | ----- | ----- |
| 1 370 | ▼ 1 064 | ▼ 931 | ▲ 941 | ▼ 919 | ▼ 892 | ▼ 867 |
| 2006  | 2007    | 2008  | 2009  | 2010  | 2011  | 2012  |
| ▼ 844 | ▼ 827   | ▼ 813 | ▼ 798 | ▼ 783 | ▼ 774 | ▬ 771 |
| 2013  | 2014    |       |       |       |       |       |
| ▬ 765 | ▼ 746   |       |       |       |       |       |

### Мова
Розподіл населення за рідною мовою за даними перепису 2001 року:
| Мова       | Кількість | Відсоток |
| ---------- | --------- | -------- |
| російська  | 764       | 80.85%   |
| українська | 181       | 19.15%   |
| Усього     | 945       | 100%     |

## Персоналії
Уродженцем села є Компанієць Микола Павлович — радянський і компартійний діяч, депутат ВР УРСР.